# Tetrataxiella
Tetrataxiella es un género de foraminífero bentónico de la subfamilia Globotextulariinae, de la familia Globotextulariidae, de la superfamilia Ataxophragmioidea, del suborden Ataxophragmiina y del orden Loftusiida. Su especie tipo es Tetrataxiella ayalai. Su rango cronoestratigráfico abarca el Holoceno.

## Discusión
Clasificaciones previas incluían Tetrataxiella en el suborden Textulariina del orden Textulariida o en el orden Lituolida.

## Clasificación
Tetrataxiella incluye a las siguientes especies:
- Tetrataxiella ayalai
- Tetrataxiella floriforma
- Tetrataxiella subtilissima